# Melocanninina
Les Melocanninines (Melocanninae) són una subtribu dels bambús (tribu Bambusia de la família de les poàcies)

## Genères
Consta de 9 genères:
- Cephalostachyum
- Davidsea
- Leptocanna
- Melocanna
- Neohouzeaua
- Ochlandra
- Pseudostachyum
- Schizostachyum
- Teinostachyum